# 水色のワンピース
「水色のワンピース」は、1982年8月に発売された泰葉のシングル。発売元はポリドール・レコード（現・ユニバーサルミュージック）。NHK『みんなのうた』においても1982年8月 - 9月に1コーラス分に短縮された上で放送された。

## 概要
泰葉（海老名泰葉）が高校生の頃に自ら経験した失恋を題材としており、そのエピソードを基に泰葉が作曲、荒木とよひさが作詞した。実際に着ていた『水色のワンピース』から過去の恋愛を振り返り、その頃には還らない自身の青春を悔やむ内容である。いわゆる失恋ソングとされる。
当時のみんなのうた楽曲で、大人の女性ソロ歌手による失恋を題材とした楽曲は初とされている。
シングルとは別に発売された45回転のミニアルバム「わっ不っ思議ー。」には、A面にシングルバージョンとは別にピアノ弾き語り主体の別テイクが収録されている。2曲目としてでは無く、2曲それぞれ別の「溝」がそれぞれ外側から刻まれていて、レコード針がどちらかの溝に落ちる（触れる）ことで、一方の楽曲が流れる仕組みで、極めてユニークな意欲作であった。
番組としての再放送は1991年6月 - 7月に行われ、2005年に「お元気ですか日本列島」の『みんなのうた リクエスト』コーナーでも放送された。2012年には『みんなのうたリクエスト』で10月13日と11月10日の2回に渡って再放送された。
2008年10月31日付の産経新聞芸能面の「戯言戯画」コーナーで、当時春風亭小朝との離婚で久しぶりにマスコミを賑わせた泰葉が取り上げられ、「ユーチューブで久しぶりに聞きました。（離婚会見後に泰葉が発した）『金髪豚野郎』『慰謝料は―』という言葉は、“水色のワンピース”を知る者としては衝撃的でした。（中略）こんなことを続けていても、笑顔は帰ってきません。大きく深呼吸して“水色のワンピース”とお父さんの落語を聴く時間を取られたらどうでしょう。」という風刺の効いた署名記事が掲載された。
2009年9月に発刊された、デアゴスティーニ・ジャパンの分冊百科シリーズ「青春のうたBest Collection 92号」においても、1980年代前半の楽曲として、「ワインレッドの心」などと共に音源と楽譜が収録されている。

## 収録曲
作詞:荒木とよひさ 作曲:海老名泰葉 
1. 水色のワンピース
  - 編曲:萩田光雄
2. Thinking of you
  - 編曲:矢野立美

## 収録作品
- 「わっ不っ思議ー。」
- 「GOLDEN☆BEST 泰葉（2006年）」- 初CD化
- 「青春のうたBest Collection 92号」